# 新井正昭
新井 正昭（しんい まさあき、1953年8月8日- ）は、元競輪選手。埼玉県出身。日本競輪学校第31期卒業。現役時は日本競輪選手会埼玉支部所属。師匠は服部記義（競輪学校第22期生）。
新井秀明（85期・熊本）、新井剛央（86期）は共に実子で、2人の師匠でもある。

## 来歴
埼玉県立菖蒲高等学校出身。
1973年4月15日、大宮競輪場でデビューし、初勝利も同日。1976年、千葉競輪場で行われた第29回日本選手権競輪決勝で逃げ切り勝ちを収め優勝。翌1977年の日本選手権競輪（一宮競輪場）決勝では、同県の小池和博を従えて主導権を奪い、小池にこそゴール寸前交わされたものの2着に入った。
以降も長い間選手として活躍していたが、2009年1月23日に川崎競輪場で開催されたFII戦「川崎名人戦」では、前座にあたるA3限定のA級チャレンジ戦に出走し、新人から60歳までのメンバーが揃った中で、最終日の決勝まで全て1着の完全優勝を果たした。新井は当時55歳で、かつて行われていたB級などの下位クラス限定戦でも50代半ばの選手が優勝することは極めて珍しく、改めて自身の存在を知らしめていた。
2011年11月23日千葉競輪に第4レース・A級チャレンジ選抜で3着に入ったのを最後に現役引退。同年同月28日に選手登録が削除された。通算戦績3117戦653勝。